# Окська криза

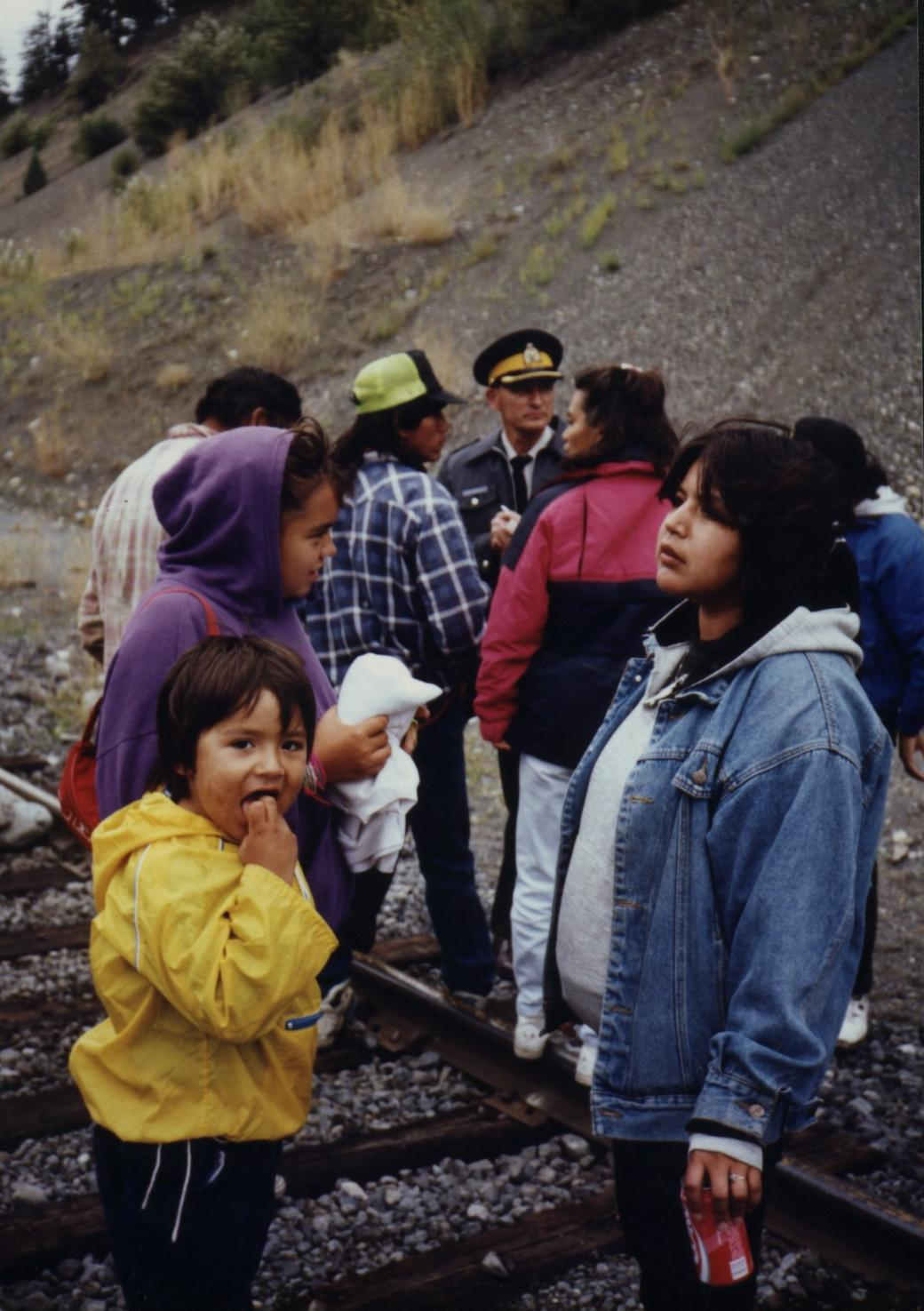
Індіанці ліллуети з громади Сетон-Лейк блокують залізницю на знак підтримки могавків, які протистоять селищу Ока.

45°28′ пн. ш. 74°05′ зх. д. / 45.47° пн. ш. 74.08° зх. д.
Окська криза (англ. Oka Crisis; фр. Crise d'Oka) — зіткнення індіанців-могавків з населенням селища Ока (Квебек) 1990 року. У ході кризи, яка тривала 78 днів, убито 1 квебецького поліціянта. Криза стала кульмінацією зіткнень індіанських племен із владою Канади з приводу прав на землю в другій половині XX століття.

## Історія
Криза вибухнула у зв'язку з планами жителів селища Ока розширити поле для гольфу, використавши при цьому землю, на яку претендували могавки (на спірній ділянці розташовувалося старе могавське кладовище). На знак протесту індіанці стали споруджувати барикади. До них на допомогу прибули волонтери-могавки зі США. Через 3 місяці, 11 липня 1990 року, поліція Квебеку почала атакувати барикади, які постійно охороняли індіанці. У перестрілці убито поліціянта Марселя Леме (Marcel Lemay).
Від захисту своєї території могавки перейшли до вимоги визнати їхню незалежність. До індіанців приєдналися правозахисники. У цій ситуації прем'єр-міністр Квебеку Робер Бурасса звернувся за допомогою до Збройних сил Канади, які розібрали частину барикад. Лише після тривалих перемовин 26 вересня 1990 року розібрано останні барикади й індіанці припинили опір. Багато місцевих мешканців розлютилися через блокаду, зокрема закидали камінням машини, якими частина протестантів, переважно жінки, діти й літні люди, намагались виїхати з резервації Канаваке, внаслідок чого наступного дня одна людина померла. Також, військовий тяжко поранив багнетом у грудну клітку 14-річну Ванік Горн-Міллер (Waneek Horn-Miller).
Після довгих семи років переговорів, 1997 року[джерело?], уряд Канади придбав спірну землю й передав її могавкам, але не оформив документів на власність як резервації.